# Садоводи (мінісеріал)
«Садоводи» (англ. Landscapers) — американський міні-серіал каналу HBO в жанрі драми та чорного гумору. Сценарій міні-серіалу написав Ед Сінклер, режисером став Вілл Шарп. У головних ролях — Олівія Колман і Девід Тьюліс.
Міні-серіал заснований на реальних подіях — вбивстві Вільяма та Патрісії Вічерлі, яке відбулося у Форест-Тауні (графство Ноттінгемшир, Велика Британія) у 1998 році.

## Сюжет
У центрі заснованого на реальних подіях сюжету — тиха подружня пара Сьюзан та Крістофер Едвардс, яка вбила батьків Сьюзан та закопала їхні тіла у саду свого будинку в Мансфілді. Злочин не було розкрито понад десять років.

## У ролях

### Головні ролі
- Олівія Колман — Сьюзан Едвардс
- Девід Тьюліс — Крістофер Едвардс

### Другі персонажі
- Кейт О'Флінн
- Діпло Ола
- Семьюел Андерсон
- Карл Джонсон
- Фелісіті Монтегю
- Деніел Рігбі

## Виробництво
У грудні 2019 року телеканали HBO та Sky анонсували початок виробництва міні-серіалу «Садівники», сценаристом якого став Ед Сінклер. Режисером проєкту мав був стати Олександр Пейн, а на одну з головних ролей була обрана Олівія Колман. У жовтні 2020 Пейн вийшов з проєкту через щільний графік фільмування, новим режисером був призначений Вілл Шарп. У березні 2021 року на роль Крістофера Едвардса був затверджений Девід Тьюліс.
Фільмування міні-серіалу розпочалися у березні 2021 року в Мансфілді.
Прем'єра міні-серіалу відбулася 6 грудня 2021 року на каналі HBO та у сервісі HBO Max.

## Оцінки критиків
На сайті Rotten Tomatoes серіал має рейтинг 97 % на підставі 35 рецензій критиків із середнім балом 8,0 із 10. Консенсус критиків сформульований так: «Міні-серіал зі змінним успіхом накладає загадковий стиль на вже неймовірну реальну історію, але Олівія Колман і Девід Тьюліс знижують градус абсурду своєю видатною грою».
На сайті Metacritic рейтинг серіалу складає 79 балів зі 100 можливих на підставі 23 рецензій критиків, що означає «загалом позитивні відгуки».